# Сульменев, Иван Саввич
Иван Саввич Сульменев (7 января 1771, с. Бобровники Пронск. у. Рязан. губ. — 22 мая 1851 года, Красное Село) — российский адмирал, председатель морского генерал-аудиториата.

## Биография
16 апреля 1786 года поступил в Морской кадетский корпус, в следующем году произведён в гардемарины, назначен на корабль «Иезекииль» и плавал в Балтийском море в эскадре контр-адмирала Т. Г. Козлянинова. Весной 1788 года поступил на корабль «Чесма», бывший под флагом вице-адмирала В. П. фон Дезина, и прослужил здесь 19 месяцев. В январе 1789 года произведён в мичманы, потом на том же корабле перешёл из Копенгагена в Ревель, а оттуда в Кронштадт.
В следующем году был переведён в гребной флот, послан в Фридрихсгам на зимовавший там отряд нашей гребной флотилии и поступил на полупрам «Леопард». 3 мая, находясь в отряде капитана Слизова, участвовал в сражении со шведской флотилией. Затем, по заключении в том же году мира, произведён был 9 августа в лейтенанты и получил в команду три пленённых галеры, с которыми при церемониале мирного торжества вошёл в Неву.
По окончании русско-шведской войны Сульменёв продолжал ежегодно плавать. В 1791 году командовал двенадцатью канонерскими лодками, и часть лета занимался описью берегов и промером глубин при Березовых островах под Выборгом. В 1792 году командовал брантвахтенным катером «Ястреб». В 1793 году на фрегате «Автроил» был в крейсерстве между Кронштадтом и Роченсальмом и производил опись финских шхер, затем вплоть до 1804 года беспрерывно плавал на различных судах Балтийского флота, причём неоднократно ходил к берегам Англии.
В 1798 и 1799 годах служил старшим офицером на корабле «Св. Пётр» в эскадре вице-адмирала Макарова, посланной в качестве вспомогательной в Англию для совместного действия с английским флотом против Голландии, и разделил все труды этой кампании, заключавшиеся главным образом в крейсерстве в позднее время года у опасных и враждебных берегов Голландии, в высадках десантов и других военно-морских операциях.
В 1799 году на корабле «Двенадцать апостолов» был в плавании у Красной Горки с флотом под штандартом государя. В 1802 и 1803 годах командовал в Финском заливе транспортным шлюпом «Шарлота»; в 1804 году служил на корабле «Болеслав» в Балтийском море. 3 июня произведён в капитан-лейтенанты, зимою же был командирован в Вологодскую губернию для набора рекрут.
В 1805 году на корабле «Селафаил», в эскадре вице-адмирала Сенявина, перешёл из Кронштадта в Англию; там назначен был командиром купеческого брига «Феникс», на котором плавал в Средиземном море, где имел разные поручения и посылки. В 1807 году командовал тем же бригом в Архипелаге и был в делах с турками, а 15 октября был назначен командиром взятого в сражении у Афонской горы в плен турецкого корабля «Сед-эль-Бахр», с которым перешёл в Триест, где собралась наша эскадра, занимая оборонительное положение к более сильной английской эскадре, крейсировавшей в виду Триеста.
После передачи наших судов французскому правительству и во время зимовки на берегу Сульменёв 26 ноября 1808 года за проведение 18 морских полугодовых кампаний был награждён орденом св. Георгия 4-й степени (№ 2033 по кавалерскому списку Григоровича — Степанова) и 1 марта 1809 года произведён в чин капитана 2-го ранга. 23 марта 1809 года он был назначен командиром 4-й колонны наших морских сил и отправлен сухим путём из Триеста через Венгрию и Галицию в Россию. Путешествие это на протяжении 2816 верст, продолжавшееся около полугода, подробно описано в особом сочинении В. Б. Броневского, автора «Записок и писем морского офицера», служившего лейтенантом в колонне Сульменёва. Сульменёв в 1810 году в Радзивилове женился на Наталии Литке, сестре Фёдора Литке, географа.
В Санкт-Петербурге Сульменёв вскоре был определён командиром 41-го корабельного экипажа, потом — командиром 22-го корабельного экипажа и корабля «Орёл», в летней же кампании 1811 года начальствовал над 30 канонерскими лодками.
В 1812 году, командуя теми же лодками, в составе гребной флотилии под начальством контр-адмирала Моллера, участвовал, с 14 по 22 сентября, в сражении на Аа против французских батарей, по занятии которых и по очищении от неприятеля города Митавы перешёл в Свеаборг; за эту кампанию был награждён орденом св. Анны 2-й степени.
В 1813 году, командуя в эскадре капитана 1-го ранга графа Гейдена отрядом из 21 канонерской лодки и других судов, Сульменёв перешёл в Данциг, где при блокаде этой крепости участвовал в сражениях 21 и 23 августа и 4 сентября, а затем перешёл в Кенигсберг.
По возвращении из командировки в Санкт-Петербург, с большой суммой денег был командирован в Данциг для спасения погибавшего транспорта «Св. Феодор», нагруженного материалами для флота, значительную часть которых и доставил в Кенигсберг. По прекращении военных действий, Сульменёв, командуя 1-м и 2-м отрядами флотилии, возвратился в 1814 году в Свеаборг.
Походом этим окончилась действительная военно-морская служба Сульменёва, продолжавшаяся сряду 28 лет, в течение которых он ежегодно бывал в море и сделал 29 морских кампаний. 1 февраля 1816 года Сульменёв был определён в Морской кадетский корпус на вакансию старшего майора; 30 августа 1818 года произведён в капитаны 1-го ранга; 1 января 1824 года в капитан-командоры, но в октябре 1826 года снова переведён во флот.
4 февраля следующего года Сульменёв был произведён в генерал-майоры с назначением исправляющим должность генерал-аудитора и директора аудиториатского департамента. 6 октября 1835 года произведён в генерал-лейтенанты, а через год переименован в вице-адмиралы и назначен членом морского генерал-аудиториата.
В 1837 году определён сверх того членом совета государственного контроля и награждён орденом св. Владимира 2-й степени, а в 1841 году — орденом Белого Орла. В 1845 году получил знак отличия беспорочной службы за 40 лет и, наконец, 26 октября 1847 года пожалован в адмиралы и назначен председателем генерал-аудиториата.
Сульменёв скончался 22 мая 1851 года, прослужив 64 года (29 лет во флоте, 10 лет в корпусе и 25 лет в морском аудиториате), похоронен на Кузьминском кладбище близ Царского Села.
В семье Сульменева воспитывался младший брат его жены, будущий основатель Русского географического общества и президент Российской академии наук Фёдор Петрович Литке.
В честь И. С. Сульменева названа губа в Баренцевом море (губа Северная Сульменева, Баренцево море, Новая Земля, губа была обследована в 1822 году Ф. П. Литке на бриге «Новая Земля», им же была названа по фамилии своего родственника капитана первого ранга Ивана Саввича Сульменева).